# Universitat Pompeu Fabra
Universitat Pompeu Fabra (katalanska; spanska: Universidad Pompeu Fabra; engelska: Pompeu Fabra University; UPF) är ett universitet i Barcelona (Katalonien, Spanien). Man grundades 1990 av Kataloniens regionstyre och har namn efter den berömde katalanske lingvisten Pompeu Fabra.

## Verksamhet
UPF har verksamhet på tre olika campus i den östra delen av Barcelona. Det är dels i Poblenou, dels öster om Parc de la Ciutadella, dels vid kusten söder därom (Campus del Mar). Dessutom har man lokaler på olika sidor om den gamla stadskärnan Barri Gòtic, i byggnader med namnen Edifici Balmes, Edifici Born respektive Edifici Mercè.

### Fakulteter
Universitetet är indelat i åtta olika fakulteter. Dessa är:
- Medicin och hälsa
- Statsvetenskap och sociologi
- Kommunikation
- Juridik
- Ekonomi
- Teknik, medievetenskap och IT
- Humaniora
- Språkvetenskap

### Storlek
UPF är bara ett av ett antal universitet i och kring Barcelona. Man är med sina drygt 10 000 studenter på grundnivå (läsåret 2019/2020, fördelat på 27 olika studieprogram) ingalunda det största universitetet, i en region som storleksmässigt domineras av Barcelonas universitet, Universitat Autònoma de Barcelona och Barcelonas tekniska högskola. Ungefär lika många studerade på olika master-, doktors- och forskningsnivåer.
Universitetet har cirka 2 000 anställda, varav två tredjedelar tillhör lärarkåren och resten administrationen.

## Betydelse
UPF har fokus på forskning. Man har i flera internationella jämförelser rankats som ett av Spaniens främsta universitet.